# Lubna Ahmed el-Hussein
Lubna Ahmed el-Hussein là một nữ ký giả Sudan và nhà hoạt động được sự chú ý của quốc tế vào tháng 7 năm 2009 khi bà bị truy tố vì mặc quần tây, vi phạm thuần phong mỹ tục. Trường hợp của bà đã trở nên nổi danh, với việc các tổ chức như Mạng lưới Ả Rập cho Thông tin Nhân quyền và Ân xá Quốc tế lên tiếng hỗ trợ. Bà có thể bị hình phạt 40 roi về tội "mặc y phục không đứng đắn" khi mặc quần dài đã khẳng định trước ngày ra tòa rằng bà sẵn sàng bị đánh roi 40.000 lần để thay đổi luật lệ khắc nghiệt ở quốc gia này.

## Nguyên do
El-Hussein, lúc này ngoài 30 tuổi, có chồng đã chết vì bệnh thận. El-Hussein, làm việc cho phòng truyền thông của phái đoàn Liên Hợp Quốc ở Sudan, bị xét xử ngày 28 tháng 7 năm 2009 sau khi bằng lòng từ bỏ quyền miễn tố dành riêng cho nhân viên Liên Hợp Quốc. Theo điều khoản số 152 của luật Saria Hồi giáo tại Sudan, vốn đưa ra hình phạt 40 roi cho bất cứ ai "có hành động vi phạm thuần phong mỹ tục hay mặc quần áo không đứng đắn."
Chính phủ Sudan áp dụng luật Hồi giáo bảo thủ ở miền Bắc. Theo các luật lệ về thuần phong mỹ tục, bất cứ ai có hành động hoặc mặc quần áo bị coi là vi phạm thuần phong mỹ tục có thể bị phạt bằng roi hoặc một khoản phạt tiền, nhưng các luật sư và các nhóm nhân quyền nói luật lệ quá mơ hồ và độc đoán. Tại thủ đô, cảnh sát "trật tự công cộng" thực thi luật pháp, giải tán các đám tiệc và cảnh cáo đàn ông và đàn bà lẫn lộn giữa công chúng. Tại miền Bắc Sudan hầu hết là người Hồi giáo, nhiều phụ nữ mặc những chiếc áo dài truyền thống và đội khăn trùm đầu.

## Bắt giữ
Ngày 3 tháng 7 năm 2009, cảnh sát trật tự công cộng bắt giữ Hussein và 12 phụ nữ khác mặc quần dài tại một quán cà phê công cộng ở Khartoum. Hai ngày sau đó, mười người trong số các phụ nữ đã bị xét xử kín một cách nhanh chóng và bị đánh bằng 10 roi ngay sau đó, tránh bị mang tiếng vì dính dáng tới một vụ xét xử về các cáo trạng đạo đức. Tuy nhiên, Hussein nhất mực đòi ra trước một phiên tòa công khai và còn từ bỏ việc làm tại phòng thông tin công cộng của Liên Hợp Quốc bởi vì công việc này sẽ giúp bà được đặc miễn truy tố. Bà sẵn sàng ra tòa để tìm cách hủy bỏ điều luật khắc nghiệt này. Hai phụ nữ khác cũng bị truy tố ra tòa.

## Hầu tòa
"Nếu tôi bị án phạt đòn, hay bất cứ gì khác, tôi sẽ kháng án. Tôi sẽ đi tới cùng, tới cả tòa Hiến pháp nếu cần," Hussein nói. "Và nếu tòa Hiến pháp nói luật này hợp hiến, tôi sẵn sàng chịu 40.000 roi chứ đừng nói là 40 roi. Tôi sẵn sàng chờ đợi bất cứ điều gì xảy ra. Tôi hoàn toàn không sợ bản án nào."
Bà đã chủ ý thách thức cảnh sát và các tòa án kể từ khi bị bắt khi bà nhất mực đòi đưa nội vụ ra tòa án xét xử, nhằm sử dụng sự ồn ào để gây bối rối cho chính phủ Khartum. Vụ truy tố bà - và triển vọng bà có thể nhận một bản án phạt 40 roi - đã gây ra một cuộc phản đối của quốc tế. Hussein đã mời nhiều nhà báo đến buổi điều trần trước tòa ngày thứ tư, 29 tháng 7, và đã mặc cùng bộ quần áo khi bị bắt - quần dài xanh với áo sơ mi và khăn choàng đầu màu xanh. Nhiều người, kể cả các phụ nữ ủng hộ Hussein cũng mặc quần dài, đã đứng chật phòng xử. "Mục tiêu chính của tôi là hủy bỏ điều luật 152," Hussein nói. "Điều luật này chống lại cả Hiến pháp cũng như luật Hồi giáo Saria. Hàng chục ngàn phụ nữ và thiếu nữ đã bị đánh đòn vì cách ăn bận của họ trong 20 năm qua. Đây không phải là điều hiếm thấy ở Sudan. Tôi muốn từ bỏ quyền miễn tố vì làm việc cho LHQ."

## Quốc tế hỗ trợ
Ngày 6 tháng 8 năm 2009, Tổng thống Pháp Nicolas Sarkozy khẳng định rằng Pháp sẽ tiếp tục hỗ trợ việc Hussein "can đảm". "Chúng tôi sẽ tiếp tục giúp bà trong cuộc tranh đấu này, vốn là cuộc tranh đấu của tất cả các phụ nữ khác và cũng đang ngưỡng mộ bà," Sarkozy nói trong một lá thư được văn phòng tổng thống công bố. Sarkozy nói về sự "xúc động" và "nỗi lo lắng sâu xa" của ông về số phận của Hussein, coi vụ xử về tội "vi phạm thuần phong mỹ tục" là "một cuộc tấn công không thể chấp nhận đối với nữ quyền." Sarkozy viết bức thư này để trả lời câu hỏi của lãnh tụ đảng Cộng sản Pháp Marie-George Buffet, người cũng bày tỏ sự quan tâm trong trường hợp này.
"Cũng giống như bà, tôi có sự ngưỡng mộ sâu đậm về sự can đảm và quyết tâm của bà Lubna," ông viết. "Cuộc tranh đấu của bà có chính nghĩa." Thẩm phán xét xử vụ án này ở Khartoum đã đình hoãn phiên xử cho đến ngày 7 tháng 9 để xét xem là liệu Hussein, một nhà báo làm việc cho LHQ, có quyền miễn tố hay không.

## Bị phạt tiền
Ngày 7/9, 2009, sau một phiên xử kéo dài ba giờ, Hussein bị kết tội vi phạm thuần phong mỹ tục nơi công cộng vì mặc quần, nhưng được tha hình phạt đánh bằng roi và áp đặt khoản tiền phạt. Hussein nói bà sẽ không trả một khoản phạt 200 Mỹ kim và thay vào đó sẽ chịu ở tù một tháng để phản đối những luật lệ đạo đức khắc nghiệt của Sudan. Quyết định của quan tòa áp đặt một khoản phạt tương đương 200 Mỹ kim có vẻ như là một cố gắng nhằm hạn chế sự chỉ trích. "Tôi sẽ không trả một xu," Hussein trong phiên tòa cũng mặc chiếc quần đã khiến bà bị bắt giữ, nói với thông tấn xã AP sau khi có phán quyết. Trong khi tòa xử, cảnh sát đã bắt khoảng 40 phụ nữ phản đối bên ngoài trụ sở của tòa án để ủng hộ bà Hussein, vài người trong số họ cũng mặc quần để biểu lộ sự đoàn kết. Các luật sư nói Hussein sẽ bị đưa tới một nhà tù ở Omdurman, ngoại ô của Khartoum, sau khi bà không chịu nộp phạt.
Tuy nhiên, qua ngày 8 tháng 9, Husein đã được thả tự do vì có một hiệp hội nhà báo ở Sudan đóng nộp phạt 200 USD thay cho bà.